# Patrice Repusseau
Patrice Repusseau est un poète et traducteur français, né en 1948 à Talence (Gironde).

## Biographie
Fils d'un inspecteur d'académie, Patrice Repusseau a une scolarité difficile au lycée Ambroise-Paré de Laval, s'y reprenant cinq fois pour décrocher le baccalauréat avant d'entamer des études d'anglais.
En fin de carrière, en 2010, il était professeur d'anglais au collège Jules Renard de Laval après avoir été, jusqu'à ses quarante ans, professeur-remplaçant dans les collèges et lycées lavallois. Il a également été un temps chargé de cours à l'université d'Angers.
Il est aussi traducteur de langue anglaise, notamment de Ramana Maharshi , William Goyen, Stevenson, Conrad Aiken, Truman Capote, Charles Chadwick, Lafcadio Hearn, William Samuel, H. W. L. Poonja et E. E. Cummings. Il rapporte avoir découvert, alors qu'il était étudiant en lettres, l'art de la traduction au contact de Maurice-Edgar Coindreau, traducteur des plus grands auteurs américains. Pour lui, traduire c'est « faire ressortir la beauté des mots, les déplacer, et transformer du plomb en or ». Il obtient en 1986 le Prix Maurice-Edgar Coindreau de la Société des gens de lettres pour sa traduction de Précieuse porte de William Goyen.
Il est l'auteur de plusieurs recueils de poésie, et, de cette déclaration vit le poète : « Je pense avec mon corps. La poésie comme le sport et la musique sont des joies du corps qui dépassent l'intellect. Un vide mental qui prédispose au bonheur, à la plénitude ». 
Il a traduit également des maîtres indiens comme Swami Venkatesananda, auteur du Vasistha Yoga : le Yoga Suprême, centré sur l'Advaita Vedanta (non-dualité), ainsi que Les Chants de l'Éveil de Rama Tirtha (InnerQuest, 2016).
La ligne fondamentale de son travail et de son rapport au monde, est celle d'une quête de l'Unité, souhait et désir d'œuvrer à la réunification du tissu déchiré du monde, des langues, des hommes et des dieux par un travail intérieur, une expérience du regard et la création langagière.

## Publications
- L'Oignon, Plasma, 1980.
- Ombre portée, Arcane 17, 1983.
- Le Grand singe sapiens, Plasma, 1984
- Mouvances, la côte d'Armor, Filigranes, 1989.
- Être en été, suivi de Un point c'est tout, Les Deux océans, 2004
- Terre étrangère, hommage à Benjamin Fondane, Les Deux océans, 2005.
- Chansons du moi et de son Même, Paris, Les Deux Océans, 2011,
- Ébleui suivi de Inizi, Paris, Éditions Non Lieu, 2013.
- Tout Jour - petites proses de l'aval et de l'amont, Altess, 2015.
- Les Cinq Saisons, Éditions Non Lieu, 2016.

## Quelques traductions depuis l'anglais
- Précieuse porte, William Goyen, Arcane 17, 1986
- De la maison vers le foyer, William Goyen, Castor astral, 1991
- Chita, un souvenir de l'île dernière, par Lafcadio Hearn, Mercure de France, 1993
- Bayou l'ombre par Grace Elizabeth King, Actes Sud, 1999
- Carancro, par George Washington Cable, Actes Sud, 2000
- Au-dessus de l'abysse, par Conrad Aiken, Gallimard, 2001
- De source : les fontaines de l'inspiration, par George William Russel, Les Deux océans, 2002
- Le flambeau de la vision, par George William Russel, Alphée, 2005
- Un ermite dans l'Himalaya, par Paul Brunton, Serpent à Plumes, 2006
- La mort de AE : héros et mystique irlandais par Pamela Lyndon Travers, Les Deux océans, 2008
- Un livre de Jésus, William Goyen, Gallimard, 2008.
- Le chant du moqueur, William Goyen, Gallimard, 2008

## Prix
En 1986, Patrice Repusseau a reçu le Prix Maurice-Edgar Coindreau (de la SGDL) pour sa traduction depuis l'anglais de Précieuse porte de William Goyen.